# Christian Wierstraet

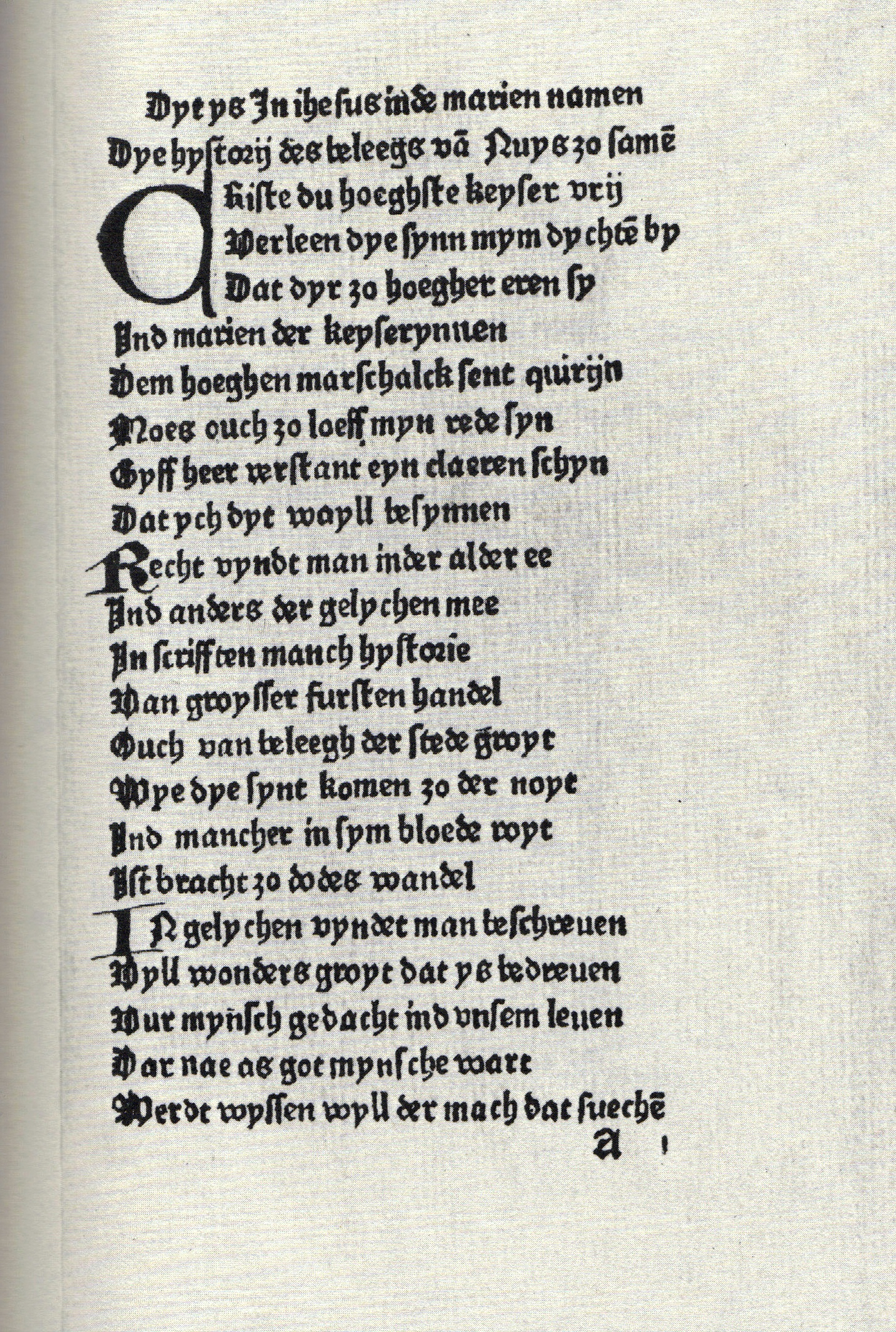
Begin van de incunabeldruk.

Christian(us) Wierstraet (fl. 1466–1475 overwegend in Neuss - ca. 1490 (?)) was  stadschrijver en notaris van de stad Neuss.

## Leven
Hij werd bekend door zijn kroniek over de belegering van Neuss door Karel de Stoute in 1474/1475. Toentertijd was hij reeds enige jaren lang in Neuss als notarius werkzaam. Wierstraet had waarschijnlijk een geestelijke opleiding genoten en was als geestelijke aan Het aartsbisdom Keulen verbonden. Hij stierf vermoedelijk in 1496 in Neuss, waarvoor men het dodenboek van het Clarissenklooster van Neuss als bron aanvoert.
Karl Tücking schrijft evenwel over zijn sterfjaar:
"(…) We hebben hier ongetwijfeld te maken met een nadruk van een eerste uitgave, en daar iets dergelijks niet zonder toestemming van de schrijver, wanneer hij toen noch leefde, kon worden gedrukt, aldus moet men aannemen, dat Wierstraiss ten laatste in 1496 is gestorven. Dit jaar wordt ook in het dodenboek van de clarissen te Neuss als sterftejaar van een zekere Christian Wierstraiss aangegeven; daarbij is het echter, wanneer we deze als onze Wierstraiss hebben aanzien, de vergissing tegengekomen, dat hij als vader van de pas veel later optredende priores Anna W. wordt genoemd."
Anna Wierstrais, priores van het Clarissenklooster in Neuss wordt in oorkunde 231 van de oorkonden en akten uit het archief van de Clarissen te Neuss genoemd. De oorkonde 231 is op 20 november 1626 gedateerd.
Karl Meisen toonde aan, dat de in het Clarissen-dodenboek van 1596 (niet: 1496) genoemde Christian Weißerstraß, vader van de priores, niet de chroniqueur kon zijn. De sterfdatum is daarom nog steeds onbekend.

## Herinnering
Vandaag de dag is er in Neuss een Christian-Wierstraet-school als stedelijke Realschule voor jongens en meisjes in het stadsdeel Furth.
Er is in Neuss een Wierstraetweg gelegen langs het  westelijk deel van de stadsmuren aan het kanaal Erftmühlgraben.

## Werken
- Dye hystorij des beleegs van Nuys. Arnold ter Hoernen, Keulen, 1476. Gedigitaliseerde uitgave van de universiteits- en deelstaatsbibliotheek van Düsseldorf.
- Christianus Wierstraat, Histori des beleegs van Nuis,  in C. Nörrenberg - A. Ulrich (edd.), Die Chroniken der Westfälischen und niederrheinischen Städte. Auf Veranlassung seiner Majestät des Königs von Bayern hrsg. von Karl Lamprecht, Joseph Hansen, Johannes Franck, Constantin Nörrenberg, Adolf Ulrich, Franz Jostes und Theodor Ilgen, Leipzig, 1887, pp. 479–638 (online; met Book Search#Nutzung eines US-Proxys VS-proxy)